# スランゲヴニ
スランゲヴニ（ ウェールズ語: Llangefni、英: Llangefni）は、英国のウェールズ北西岸に位置するアングルシー島で2番目に大きな町である。2005年度の調査によると人口は4499人であり、その83.8%が ウェールズ語を流暢に話し、その内10歳から14歳までの人口の95.2%が英語およびウェールズ語に堪能であることから、ウェールズ語を話す人口が優勢なアングルシー島の中でもその率が最も高い町であると言える。

## 地理
スランゲヴニはアングルシー島のほぼ中心を流れるケヴニ川（River Cefni）沿いに位置する。スランゲヴニという町名はこの川名からの影響であり、スランゲヴニとは”聖なるケヴニ”と直訳できる。ちなみに町の水源は町から1kmほど北に位置するケフニ湖（Llyn Cefni）である。町の中心部には博物館（The Oriel Ynys Môn Museum）があり、アングルシー島の歴史にまつわる資料とチャールズ・タニクリフ（Charles Tunnicliffe）のコレクションが保存されている。町の西部にはアスゴル・ガヴィン・スランゲヴニ校（Ysgol Gyfun Llangefni）というセカンダリースクールがあり、町の11歳から16歳までの学生が教育を受ける。町の北にはビクトリア朝時期に建築された英国国教会の教会、聖ケンガー教会（St Cyngar's Church）がある。町の以前の名称であったスランゲンガー(Llangyngar）はこの教会に因んで命名された。聖ケンガー教会の側にはディングルと呼ばれる25エーカーに及ぶ疎林があり、その中心をケヴニ川が流れ、遊歩道もあり美しい。

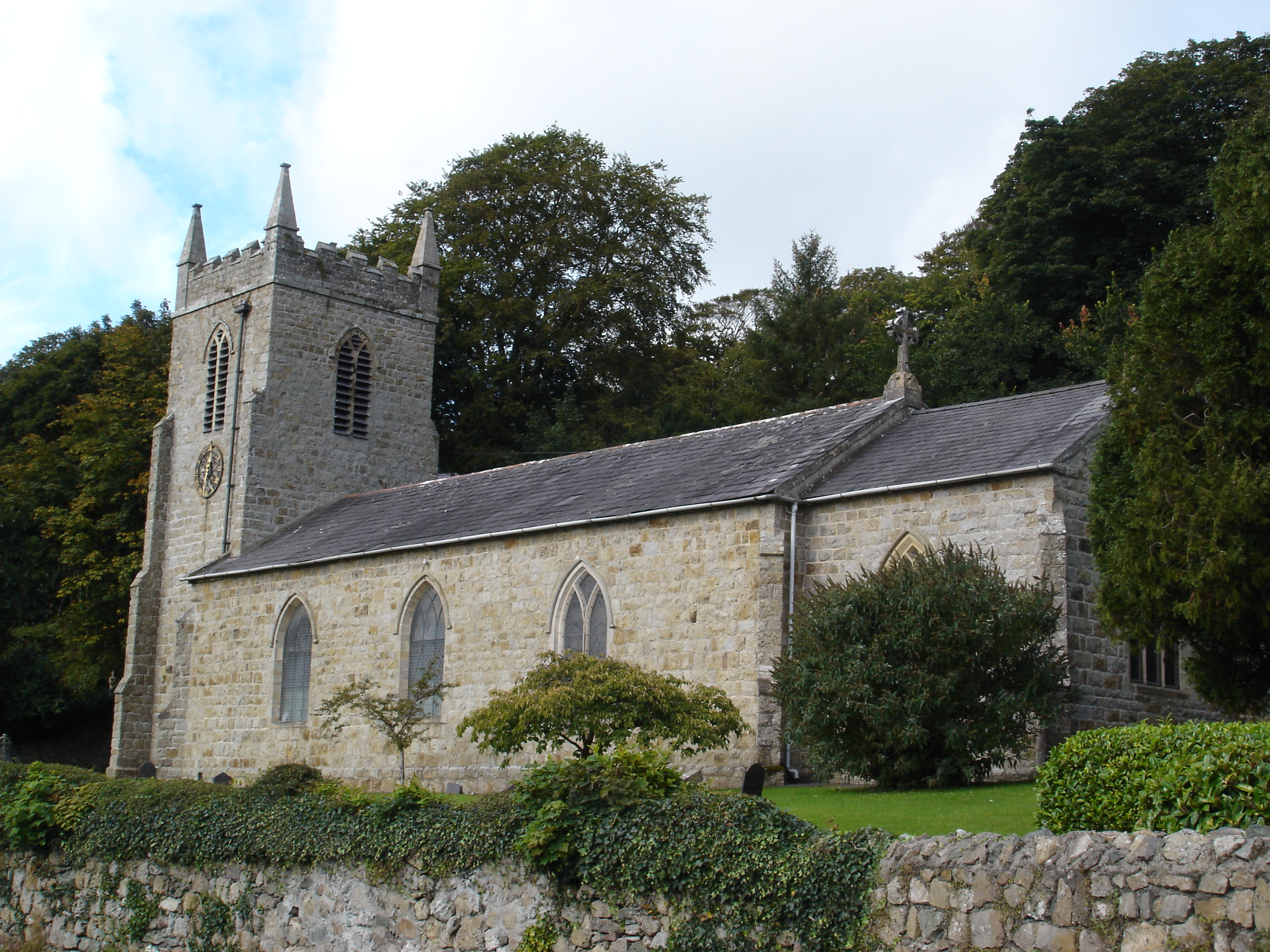
スランゲヴニの聖ケンガー教会

## 産業
アングルシー島最大の町ホーリーヘッドがイギリス本州とアイルランドを繋ぐ港町であることに比べ、スランゲヴニの主産業は畜産業である。牛や羊が町郊外の至る所にて飼育されている。

## 著名人
イギリス出身のアカデミー賞主演女優賞ノミネート（21グラム、2003年）されたハリウッド女優ナオミ・ワッツは、7歳から14歳までの7年間をスランゲヴニで過ごした。イギリスのケント州ショアハムで生まれたワッツは、7歳で父を亡くすと家族と共に母方の祖父母（ニッキ＆ヒュー・ロバーツ）の暮らすスランゲヴニのスランヴァウル農場（Llanfawr Farm）に移住し、地元のセカンダリースクールであるアスゴル・ガヴィン・スランゲヴニ校に通った。1984年、ワッツは家族と共にオーストラリアのシドニーに移民し、のちオーストラリアの市民権を取得した。ワッツは、スランゲヴニで暮らした7年を含む14年間のイギリスでの生活を振り返り、『とても幸せな日々で、離れたいと思ったことはない。オーストラリアに住んでいた頃も頻繁にイギリスを訪ねた。』と語っている。。